# Sair Asgur
Sair Asgur (belarussisch Заір Азгур; * 2. Januar 1908 in Mautschany im Gouvernement Mogiljow, Russisches Kaiserreich; † 18. Februar 1995 in Minsk, Belarus) war ein sowjetischer Bildhauer.

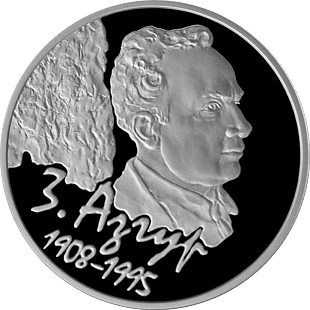
Gedenkmünze zu Ehren von Sair Asgur (2008)

## Leben
Asgur besuchte Kunsthochschulen in Wizebsk, die Wchutein in Leningrad sowie die Nationale Akademie der Bildenden Künste und Architektur in Kiew. In seiner Zeit als Student lebte er zeitweise bei den Nationaldichtern Janka Kupala und Jakub Kolas. Zudem erhielt er eine finanzielle Unterstützung von Kolas. Er wurde Professor und Akademiker. Von 1947 bis 1967 sowie von 1971 bis 1990 war Asgur Abgeordneter des Obersten Sowjets der Belarussischen Sozialistischen Sowjetrepublik. Er erhielt diverse Ehrentitel und Auszeichnungen. Ab 1980 war Asgur Vorsitzender der Kunstabteilung der Nationalen Akademie der Wissenschaften in Minsk. Zwischen 1977 und 1983 schrieb er zwei Bände, die seine Memoiren beinhalten. Zudem schrieb Asgur mehrere Kunstartikel.
In Minsk befindet sich im Haus Asgurstraße 8 ein Gedenkmuseum für den Künstler.

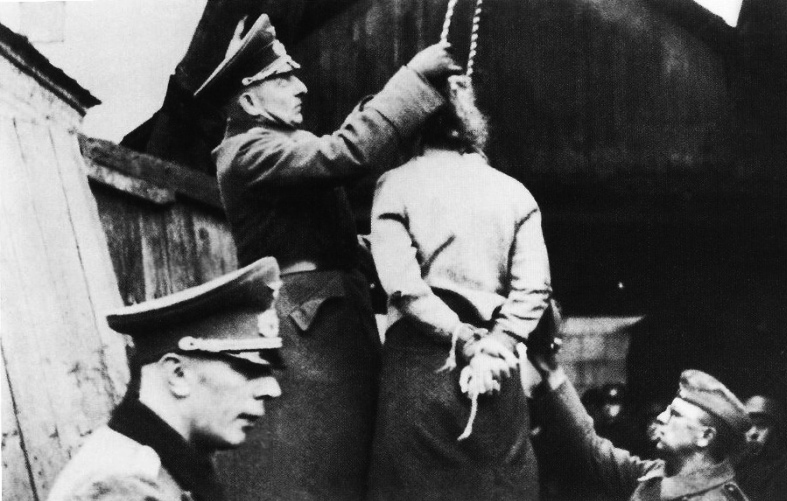
Minsk, 26. Oktober 1941

Asgurs Nichte Mascha Bruskina (1924–1941) arbeitete zur Zeit der deutschen Eroberung von Minsk als Sanitäterin in einem Krankenhaus. Sie wurde von Deutschen als Partisanin öffentlich gehenkt. In der Sowjetunion wurde sie später als Heldin gefeiert, aber aus antisemitischen Gründen wurde ihre Identität vertuscht, und auch Asgur musste dazu schweigen.

## Werke (Auswahl)
Bei Asgurs Werken handelt es sich zumeist um realistische Büsten und monumentale Skulpturen von historischen, kulturellen und revolutionären Persönlichkeiten.
- Reliefs am Siegesdenkmal am Siegesplatz (1954)[6]
- Denkmal für Wassil Talasch in Petrykau (1958)[7]
- Figuren auf dem Jakub-Kolas-Platz (1972)[8]